# Территория Иллинойс
Террито́рия Иллино́йс — инкорпорированная организованная территория США, существовавшая с 1 марта 1809 года по 3 декабря 1818 года, после чего её южная часть вошла в состав США, став 21 штатом, а северная — присоединилась к Территории Мичиган. По данным переписи 1810 года численность населения составляла 12 282 человек.

## История
Территория Иллинойс создана 1 марта 1809 года. Ранее этот регион был известен как «Иллинойсская земля», когда он находился под контролем Франции — сначала в составе французской Канады, а затем как часть Луизианы. После подписания Парижского мирного договора в 1763 году французы покинули эти земли, и здесь закрепились британцы.
В июле 1778 года организована экспедиция Джорджа Роджерса Кларка, направившаяся к северу от реки Огайо в область, известную как Старый Северо-Запад с целью установить контроль над ней. Позже эти земли перешли под контроль правительства США. 3 февраля 1809 года, десятый Конгресс США принял закон о формировании на части этих земель Территории Иллинойс. Столицей территории стала Каскаския.

## Губернаторы и секретари
На протяжении всей истории (1809—1818) Территории Иллинойс у неё был один губернатор Ниниан Эдвардс и два секретаря:
- Натаниэль Поуп (1809—1816),
- Джозеф Филлипс (1816—1818).